# Rowby-John Rodriguez
Rowby-John Rodriguez (Bécs, 1994. március 27. –) fülöp-szigeteki származású osztrák dartsjátékos. 2010-től 2013-ig a British Darts Organisation, majd 2013-tól a Professional Darts Corporation tagja. Beceneve "Little John". Ikertestvérei, Rusty-Jake és Roxy-James szintén profi dartsjátékosok.

## Pályafutása

### BDO
Rodriguez mindössze 16 éves volt, amikor elkezdte karrierjét a BDO-nál. Első évében (2010) megszerezte első győzelmét, amelyet a Austrian National Championship tornán ért el hazai közönsége előtt. A torna döntőjében Franz Thalert győzte le 5–0-ra.
Később megnyerte még a Baltic Open tornát, de világbajnokságra nem sikerült kijutnia a BDO szervezetnél. A kiemelt versenyeken a legjobb eredménye a World Masters tornán a legjobb 80-ba kerülése volt 2013-ban.

### PDC
Rodriguez 2014-ben már a PDC-nél folytatta pályafutását. 2014-ben részt vett a PDC junior-világbajnokságán, ahol a döntőben végül Keegan Browntól szenvedett 6–4-es vereséget. Ennek a teljesítményének köszönhetően részt vehetett a 2014-es Grand Slam of Darts kiemelt PDC tornán, ahol Adrian Lewis-szal, Dave Chisnall-lal, és a junior-vb győztes Brown-nal került egy csoportba. 
Lewist 5–2-re sikerült legyőznie, de a másik két meccset elbukta, így kiesett a csoportkör után. A 2014-ben nyújtott jó teljesítményének köszönhetően részt vehetett a 2015-ös PDC-dartsvilágbajnokságon is.
A 2015-ös vb-n az első körben Raymond van Barnevelddel került össze, aki 3–0-ra győzött és kiejtette Rodriguezt. A következő két világbajnokságra kvalifikálta magát Rodriguez, de mind a kétszer az első kör jelentette számára a végállomást Dave Chisnall ellen.
Rodrigueznek ezután két évet kellett várnia az újabb vb szereplésig, ahol ezúttal a második körben 3–2-re maradt alul a spanyol Cristo Reyes-szel szemben.

## Világbajnoki szereplései

### PDC
- 2015: Első kör (vereség  Raymond van Barneveld ellen 0–3)
- 2016: Első kör (vereség  Dave Chisnall ellen 0–3)
- 2017: Első kör (vereség  Dave Chisnall ellen 2–3)
- 2019: Második kör (vereség  Cristo Reyes ellen 2–3)
- 2020: Első kör (vereség  Noel Malicdem ellen 0–3)
- 2022: Második kör (vereség  Luke Humphries ellen 0–3)
- 2023: Első kör (vereség  Lourence Ilagan ellen 2–3)

## Döntői

### PDC csapatversenyek: 2 döntős szereplés
| Eredmény | Sorszám | Év   | Bajnokság          | Ország   | Csapattárs      | Ellenfél a döntőben                      | Pontok   |
| Döntős   | 1.      | 2021 | World Cup of Darts | Ausztria | Mensur Suljović | Skócia (Peter Wright és John Henderson)  | 1–3 (m)  |
| Döntős   | 2.      | 2024 | World Cup of Darts | Ausztria | Mensur Suljović | Anglia (Luke Humphries és Michael Smith) | 6–10 (l) |

1. ↑  (l) = pontszám legekben, (sz) = pontszám szettekben, (m) = pontszám mérkőzésekben.

## Tornagyőzelmei
| Challenge Tour - Challenge Tour: 2013, 2021 Development Tour - Development Tour: 2015, 2018 | - Austria National Championships: 2010 - Baltic Cup Open: 2012 - Carinthian Open: 2011 |